# Пибор Пост
Пибор, также называемый Пибор Пост, — населённый пункт в Южном Судане, административный центр округа Пибор (округ) и административного района Пибор, провозглашённого в 2014 году и закреплённого в 2020 по мирному соглашению, положившему конец гражданской войне.
Пост Пибор — форпост колониальной эпохи, построенный британцами в 1912 году и первоначально называвшийся Форт Брюс.
Пибор расположен в одноимённых округе и административном районе, в восточной части Южного Судана, недалеко от границы с Эфиопией. Он находится примерно в 342 км (213 миль) по дороге к северо-востоку от Джубы, столицы и крупнейшего города страны. Река Пибор, образованная слиянием нескольких небольших ручьев, берёт свое начало у Пибора. Затем река течет на север, впадая в реку Акобо возле одноимённого города. После приёма рек Гило и Бела, она впадает в реку Баро, образуя реку Собат. Национальный парк Бома, крупнейший национальный парк в Южном Судане, находится примерно в 65 километрах по дороге к востоку от Пибора.

## Транспорт
Грунтовая дорога ведёт на север к Акобо на границе с Эфиопией. Ещё одна грунтовая дорога ведет на юго-запад от к городу Бор. Эти дороги приходят в негодность из-за наводнений в последние месяцы ежегодного сезона дождей. Местные жители могут передвигаться пешком или по реке, когда дороги недоступны. Также обслуживается аэропортом.

## Население
По состоянию на июль 2011 года, по оценкам, постоянное население Пибора составляет 1000 человек или меньше, хотя данные неясны, поскольку население в основном скотоводческое и ведётся мало записей.